# 福井县旗
福井县旗（日语：／ Fukui ken ki）是日本的47面日本都道府县旗之一。该条目是对福井县旗以及福井县章（日语：／ Fukui ken ki）的解说。

## 概要
县章在1952年3月28日制定。著作权法规定，于2003年1月1日在公共场合施行。县章是片假名“フ”“ク”“イ”组合成的圆形图案，对于县章的寓意说法不一，大多数人认同“像是双叶间生出一片若叶的姿态，寄寓了对县未来发展的愿景”这一说法。县章单独使用时常用蓝色或者黑色，这种配色是最为古老的。
县旗遵循县章制定时的告示“备考 限期使用的场合蓝底色白染县章”。